# Râul Geamărtălui
Râul Geamărtălui sau Râul Gemărtălui  este un curs de apă, afluent al râului Olteț. 